# Самосват, Максим Вячеславович
Макси́м Вячесла́вович Самосва́т (род. 15 июня 1981 года, Москва) — российский рок-музыкант, саунд-продюсер, звукорежиссёр. Наиболее известен как вокалист групп Mechanical Poet (с 2003 по 2006 годы) и «Эпидемия» (с 2000 по 2010 годы).

## Биография
Максим Самосват родился 15 июня 1981 года в Москве.
Первой группой Самосвата была Orcrist, в которой также играли будущие музыканты «Эпидемии» Илья Князев и Роман Захаров. В начале своей карьеры Максим выступал с группами «Lady Prowler» (1997—1998), «Чужие Люди», «Travel to the Night».

### Вокалист «Эпидемии»
В 2000 году был приглашен вокалистом в российскую пауэр-метал—группу «Эпидемия», где сменил Павла Окунева (теперь — «Арда»). Первой работой Самосвата с группой стал альбом «Загадка Волшебной Страны», вышедший в 2001 году.
В 2004 году группа, в сотрудничестве с другими известными российскими вокалистами — Артуром Беркутом (Экс «Ария»), Lexx-ом («Мастер»), Андреем Лобашевым (Arida Vortex), Кириллом Немоляевым («Бони НЕМ»), Дмитрием Борисенковым («Чёрный Обелиск»), записывает первую российскую метал-оперу «Эльфийская Рукопись», где Максим исполнил роль главного героя — полуэльфа Дезмонда.
В 2005 году Эпидемия выпускает свой пятый номерной альбом, получивший название «Жизнь в Сумерках». Пластинка содержала в себе перезаписи песен с первых альбомов, треклист альбома определялся поклонниками через Интернет.
В 2006 году Самосват принял участие в записи альбома группы «Мастер» — «По ту сторону сна» в рамках проекта Margenta на стихи Маргариты Пушкиной. Максим исполнил песню «За гранью». Самосват также участвовал в записи альбомов групп Everlost — «Noise Factory» и Hatecraft — «Lost Consolation».
В 2007 году выходит продолжение «Эльфийской Рукописи» — «Эльфийская Рукопись: Сказание на все времена», в которой к уже задействованным в первой части метал-оперы Беркуту, Лобашеву, Борисенкову и Немоляеву прибавились Михаил Серышев (экс-«Мастер»), Константин Румянцев («Тролль Гнёт Ель»), Екатерина Белоброва (The Teachers), Евгений Егоров («экс-Колизей, Эпидемия»). В этой метал-опере Максим вновь исполнил партию Дезмонда.
25 октября 2010 года Максим заявил о своём уходе из «Эпидемии». Последние выступления вместе с группой состоялись 10 декабря в Санкт-Петербурге и 11 декабря 2010 года в Москве. Причинами стали эмоциональное выгорание и усталость от коллег и музыки «Эпидемии»
Был концерт, на котором я вышел на сцену и понял, что мне не в кайф. Я этим людям, которые пришли, заплатили денег за билеты, ничего сказать не хочу — по крайней мере, тем, что я сейчас исполняю. Справа и слева стоят люди, которые меня, честно говоря, уже давно бесят. Бывает такое, когда ты живёшь постоянно в турах, занимаетесь одним и тем же, бывает перенасыщение.
И у меня в голове поменялись, может быть, вкусы, приоритеты, я стал хотеть чего-то другого. Стал это предлагать музыкантам, понял, что отклика никакого нет. А я так устроен, что мне лучше не мучить всех вокруг, проще взять и завязать.

Самосват сам нашёл группе нового вокалиста, Евгения Егорова.

### Вне «Эпидемии»
В 2003-2006 годы Максим был вокалистом прогрессив-метал-группы Mechanical Poet. При его участии были записаны два альбома: «Handmade Essence» в 2003 году и «Woodland Prattlers» в 2004. Самосват участвовал и в записи демо-версий третьего альбома, но в итоге лидер группы Лекс Плотников предпочёл взять на его место вокалиста, не занятого в другой группе — Джерри Ленина.
С 2005 по 2014 годы Самосват был звукорежиссёром и менеджером студии Dreamport. С 2014 года работает на студии Meat Factory (Москва). Как звукорежиссёр и продюсер работал с группами: Everlost, Ольви, Блондинка Ксю, Наив, Эпидемия, Kruger, Глеб Самойлоff & The Matrixx, План Ломоносова, Радио Чача, Inexist, Louna, Southwake, Нервы, Яр Хмель, Noize MC, ИNOVA, MyRockBand, Grizzly Knows No Remorse и др.

### После «Эпидемии», прекращение певческой карьеры
В 2011 году Самосват рассматривался как кандидат на место вокалиста группы «Ария», его рекомендовал Валерий Кипелов. Однако Максим отклонил приглашение. Позже он работал с «Арией» уже как звукорежиссёр, сводя перезаписанные версии альбомов «Крещение огнём» и «Армагеддон» с вокалом Михаила Житнякова, изданные с подзаголовками «Перезагрузка».
В 2012 году Самосват участвовал в записи песни «Дым» с альбома «Мой мир» группы «Чёрный Обелиск».
В 2013 году участвовал в музыкальном проекте Кирилла Немоляева Forces United, в котором также участвовали Яркко Ахола, Константин Селезнёв, Дария Ставрович, Андрей Лобашёв, Пётр Елфимов, Евгений Егоров, Артур Беркут, Сергей Мазаев, Алексей Белов и ряд других известных музыкантов . Песни с участием Самосвата выходили на первых двух мини-альбомах Forces United, изданных лейблом Metalism Records, а также на гибкой грампластинке «Ансамбль Форсез Юнайтед».
В 2014 году стал соавтором музыки и продюсером альбома Константина Максимюка «Где мое лето?»
В 2016 году Самосват принял участие в записи альбома «Нет героев» группы Sunburst, вместе с Владимиром Насоновым (экс-«Mechanical Poet», экс-«Фактор страха»), Артуром Булатовым, Антоном Смольяниным (экс-«Ольви»), Тимофеем Щербаковым (экс-«Ольви»).
В дальнейшем Максим фактически прекратил певческую карьеру и занялся продюсированием и звукорежиссурой. Он объясняет это психологическим выгоранием, усталостью от выступлений и желанием сменить сферу деятельности. В 2018 году основал студию звукозаписи Solids Music, сочетая услуги звукозаписи, продюсирования и издания на собственном рекорд-лейбле.

## Личная жизнь
Жена Екатерина, есть сын (род. 21.05.2015).

## Дискография
Некоторые релизы, в записи которых принял участие Максим Самосват.

### 2000-е
- 2001 — Эпидемия: Загадка волшебной страны (вокал)
- 2003 — Mechanical Poet: Handmade Essence (вокал, вокальные аранжировки, мастеринг)
- 2004 — Эпидемия: Эльфийская рукопись (вокал, сведение, продюсер)
- 2004 — Mechanical Poet: Woodland Prattlers (вокал, вокальные аранжировки, мастеринг)
- 25 марта 2005 — Catharsis: Крылья (вокал - трек 4)
- 7 апреля 2005 — Эпидемия: Жизнь в сумерках (вокал, сведение, продюсер)
- 2005 — Hatecraft: Lost Consolation (вокал)
- 8 ноября 2005 — Фактор Страха: Театр Военных Действий, Акт 1 (вокал - трек 3)
- 2006 — Алексей Страйк: Время полной луны (вокал (треки 5,8,13), продюсер)
- 10 июля 2006 — Мастер & Margenta: По ту сторону сна (вокал - трек 4)
- 30 октября 2006 — Everlost: Noise Factory (вокал (треки 2-7,11), звукорежиссер, продюсер)
- 13 ноября 2006 — Фактор Страха: Театр Военных Действий, Акт 2 (бэк-вокал - трек 3)
- 12 декабря 2006 — Inexist: Relax and Feel Free (звукорежиссер)
- 13 ноября 2007 — Эпидемия: Эльфийская рукопись: Сказание на все времена (вокал (Дезмонд), вокальные аранжировки, хор, звукорежиссер, сведение, продюсер)
- 18 марта 2008 — Inexist: Навстречу мечте (звукорежиссер)
- 16 февраля 2009 — Everlost: Эклектика (звукорежиссер)
- 5 марта 2009 — Ольви: Последнее небо (звукорежиссер, сведение, вокальные аранжировки, продюсер)
- 9 апреля 2009 — Эпидемия: Сумеречный Ангел  (вокал, сведение, продюсер)
- 11 декабря 2009 — Ольви: Сказочный сон (вокал (трек 3), звукорежиссер, сведение)

### 2010-е
- 15 февраля 2010 — Krüger: Ордамор (звукорежиссер)
- 1 апреля 2010 — Эпидемия: Дорога домой (вокал, вокальные аранжировки, сведение, продюсер)
- 17 апреля 2010 — Radio Чача: Live slow. Die old (звукорежиссер, сведение, продюсер)
- 1 октября 2010 — The Matrixx: Прекрасное жестоко (звукорежиссер, сведение - треки 1,3-22,24)
- 20 ноября 2010 — Louna: Сделай громче! (мастеринг)
- 27 ноября 2010 — A Tribute to Ария. XXV (вокал, аранжировка - трек 13)
- 9 июня 2011 — Константин Селезнёв: Территория Х (вокал - трек 5)
- 26 февраля 2012 — Louna: Время X (сведение, мастеринг)
- 9 ноября 2012 — Radio Чача: Punk Rock Is Not A Crime (звукорежиссер, сведение, мастеринг)
- 30 января 2013 — Чёрный Обелиск: Мой мир (звукорежиссер, вокал - трек 30)
- 1 декабря 2013 — Louna: Мы — это Louna (звукорежиссер, сведение - трек 13)
- 30 июня 2016 — Sunburst: Нет героев (вокал, звукорежиссер, сведение, мастеринг)
- 15 ноября 2022 — ØMEN (вокал, звукорежиссер, сведение, мастеринг)

### Другие группы
- Бони НЕМ — Крайняя Плоть (2005)
- Бони НЕМ — Тяжелые Песни О Главном. Часть 2 (2008) — гостевой вокал в песне «Новорожденный огонь»
- План Ломоносова — Альбом № 3 (2014) — бэк-вокал в песне «Гостеприимство»
- Где мое лето — Где мое лето? (2015) - соавтор музыки, продюсер, аранжировщик, бэк-вокал и клавишные
- Forces United — «Be Careful What You Wish For» (2014)
- Forces United — «Digital World» (2014)
- Forces United — «If You Are Happy»[5] (2014)
- Forces United — «We Are Here» (2014)
- Forces United — «We Cry» (2015)
- Forces United — «If We Want It» (2015)
- Forces United — «Поумерь свои аппетиты» (2016)
- Forces United — Симфония Холстинина: «Замкнутый круг» (Outro) (2018)
- «Ария», перезаписи 2020 года: «Крещение огнём» (2003) и «Армагеддон» (2006) (сведение и мастеринг)